# Fiberjet
Fiberjet war ein italienischer Hersteller von Automobilen. Der Markenname lautete Totem.

## Unternehmensgeschichte
Das Unternehmen begann 1974 mit der Herstellung von Automobilen. Etwa 1977 endete die Produktion.

## Fahrzeuge
Das einzige Modell war eine Lizenzfertigung des englischen Nova. Im Gegensatz zum Original hatte der Totem zwei konventionelle Türen. Für den Antrieb sorgte ein Boxermotor von Volkswagen. Es bestand keine Verbindung zu Puma, einem römischen Automobilhersteller, der ab 1979 ebenfalls den Nova in Lizenz herstellte.